# Dharmacakra

En bild föreställande ett dharmacakra

Dharmacakra (sanskrit för "dharmahjulet") eller dhammacakka (pali) är ett åttaekrat hjul som är en symbol för buddhismen. Hjulet representerar den ädla åttafaldiga vägen, men även för det faktum att Buddha satte "hjulet av dharma i rullning". I indisk mytologi har en cakravartin (bokstavligen "hjulsnurrare") en så kallad "universell kejsare", ett magiskt hjul som rullade runt världen för att den universella kejsaren skulle få makt över världen. Vid Buddhas födelse förutspåddes det att han antingen skulle bli en buddha eller en cakravartin.